# Peel Sound
Peel Sound är ett sund i Kanada.   Det ligger i territoriet Nunavut, i den nordöstra delen av landet, 3 200 km nordväst om huvudstaden Ottawa.